# Bandudhoshu Kudarah
Bandudhoshu Kudarah est une petite île inhabitée des Maldives. 

## Géographie
Bandudhoshu Kudarah est située dans le centre des Maldives, au Sud-Est de l'atoll Nilandhe Sud, dans la subdivision de Dhaalu. Elle est reliée à l'île voisine de Kandinma.